# Decemviri stlitibus iudicandis
Die Decemviri stlitibus iudicandis, auch Decemviri litibus iudicandis („Zehn Männer zum Entscheiden von Prozessen“) genannt, waren ein römisches Zivilgericht aus zehn Mitgliedern (Decemviri), das sich hauptsächlich mit Freiheits- und sonstigen Zivilprozessen befasste.
stlis ist die altlateinische Form von lis (deutsch „Streit, Prozess“). Die ältere Schreibweise hielt sich im Namen des Richtergremiums auch noch in einer Zeit, in der die Schreibweise stlis bereits außer Gebrauch gekommen war. Das Zivilgericht der decemviri stlitibus iudicandis war sehr alten Ursprungs; seine Einrichtung wird traditionell dem König Servius Tullius zugeschrieben. Anfangs dienten die Decemviri als Geschworene, die Urteile unter dem Vorsitz des Praetors sprachen, später aber wurden sie einfache Richter (magistratus minores) der Republik. Sie erhielten Magistratenstatus, weil sie von den Tributkomitien jährlich gewählt wurden und waren Teil der Vigintisexviri („26 Männer“).
Sueton und Cassius Dio berichten, dass Augustus den Decemviri die Funktion als selbstständiger Gerichtshof dann entzogen hatte. Er übertrug ihnen den Vorsitz in diversen Abteilungen des Zentumviralgerichts, einem Sondergerichtshof für Erbschaftsprozesse (gesichert), möglicherweise weiterhin auch für Eigentumsprozesse (ungesichert). Sie saßen damit den Centumviri („Hundert Männer“) vor.